# Rábakecöl
Rábakecöl is een plaats (község) en gemeente in het Hongaarse comitaat Győr-Moson-Sopron. Rábakecöl telt 823 inwoners (2006).